# Villares de Yeltes
Villares de Yeltes es un municipio y localidad española de la provincia de Salamanca, en la comunidad autónoma de Castilla y León. Se integra dentro de la comarca de Vitigudino y la subcomarca de la Tierra de Vitigudino. Pertenece al partido judicial de Vitigudino.
Su término municipal está formado por las localidades de La Estación, Pedro Álvaro y Villares de Yeltes, ocupa una superficie total de 40,54 km² y según los datos demográficos recogidos en el padrón municipal elaborado por el INE en el año 2024, cuenta con una población de 96 habitantes.

## Símbolos

### Escudo
El escudo heráldico que representa al municipio fue aprobado con el siguiente blasón:

«Campo partido orlado con bordura disminuida o filiera. 1. Cuartel derecho: Izquierdo según se mira. En campo de sinople las insignias jacobeas de los peregrinos compostelanos, que son dos bordoncillos situados en aspa, con cuatro veneras santiaguescas en los ángulos, todo ello en su color. 2. Cuartel izquierdo: Derecho según se mira. En campo de plata, metal utilizado para simbolizar el agua, ondas de azur, representación heráldica del rio. 3. Filiera o bordura disminuida: Cruces treboladas de sable en campo plata, castillos oro en campo gules, veros de azur en campo plata colocados en el orden que corresponde estos respectivos blasones. Va timbrado con la Corona Real Española»

### Bandera
El ayuntamiento no ha adoptado aún una bandera para el municipio.

## Geografía
El nombre de Villares de Yeltes alude a la existencia de asentamientos antiguos en los alrededores de dicho núcleo de población. Algunos de ellos son de época romana; otros, en cambio, se remontan a la época alto-medieval. Se conocen además, varios yacimientos de la época prehistórica, aunque estos últimos no son los que han dado origen al nombre de la citada localidad. 
Villares de Yeltes se asienta a 728 m de altitud, sobre un altozano, a la margen derecha del río con cuyo nombre ha formado el gentilicio. El primitivo núcleo de población debió de ocupar el terreno delimitado por el espolón rocoso, enfrentado a varias eminencias que se extienden al otro lado del río, y sobre algunas de las cuales, fueron construidas, en época prerromana, otras tantas fortalezas. Una de ellas se denomina, elocuentemente, Las Cercas, ya dentro del término de Villavieja de Yeltes.
Geológicamente, gran parte de los terrenos pertenecientes a Villares de Yeltes, son de naturaleza pizarrosa, presentándose, no obstante, algunos afloramientos y berrocales graníticos en el sector noroeste, sobre los cauces de los ríos Yeltes y Huebra. En ciertas áreas, hay suelos salitrosos, como ya lo señala un topónimo: El Salmurial o Samurial.
Puede decirse que, prácticamente, los citados cursos de agua van delimitando el término de Villares de Yeltes. Con dicha localidad, confinan, por el norte y el este, Pozos de Hinojo; por el este, El Cubo de Don Sancho; por el sur, Retortillo y Boada, y por el oeste, Villavieja de Yeltes.
El término de Villares de Yeltes viene a quedar configurado por el espacio delimitado por dos ríos; uno de ellos, es el Yeltes, ya mencionado; el otro, es el Huebra. A este respecto, conviene observar que, desde la Edad Media hasta épocas recientes, ha sido el Yeltes el que ha seguido conservando su nombre, después de recibir las aguas del Huebra. Todavía en el último cuarto del siglo XIX, se consideraba que era el Yeltes el que desembocaba en el Duero: "El Yeltes entra por Villares de Yeltes, y, pasando por Cerralbo y Belmellar, se precipita... en el Duero".
También Larruga lo consideraba así, al aludir a Pedro Álvaro, lugar de señorío en el siglo XVIII: "el Yeltes desagua en el Duero, pasa cerca de Fuenterroble de Abajo y va al Hebra (Huebra) cerca de Pebro Álvaro".
Los modernos criterios geográficos sostienen, en cambio, que es el hidrónimo Huebra, a lo largo de todo su recorrido, el que permanece inalterable y que dicho río es el que recibe las aguas del Yeltes.
Los ríos Yeltes y Huebra aparecen, por cierto, en un documento del año 1174, con los nombres de Heltes y Opera, respectivamente.

### Extensión y límites
A mediados del siglo XVIII, la extensión del término de Villares de Yeltes era de 36 yugadas; medido en leguas y según el Catastro de Ensenada; "tres cuartos de legua de este a oeste y una legua y media de norte a sur, por dos leguas de circunferencia". En dicho Catastro se indicaba que Villares de Yeltes limitaba al norte con Ituero, al oeste con Villavieja de Yeltes, al norte con Pedro Álvaro y al sur con Retortillo. El término municipal de Villares de Yeltes tiene una extensión de 40,54 kilómetros cuadrados.
Siete son los pueblos con los que hoy limita Villares de Yeltes, a saber: Boada, Retortillo, Villavieja de Yeltes, Yecla de Yeltes, Moronta, Pozos de Hinojo y El Cubo de Don Sancho. De todos ellos, es el municipio de Villavieja de Yeltes el que comparte, con el de Villares de Yeltes, los límites más extensos; siendo, por el contrario, los compartidos entre Villares de Yeltes y Escuernavacas, sobre el curso del río Huebra, los de menor extensión, apenas medio kilómetro. Esta es la razón por la que, en las descripciones geográficas al uso, no suele figurar la localidad de Escuernavacas, como limítrofe de la de Villares de Yeltes.

### La razón comarcal
Geográficamente, Villares de Yeltes integra la comarca de Vitigudino, que, a su vez, forma parte de La Charrería, cuyo núcleo más representativo se configura, según algunos autores, en torno al curso medio del Yeltes; según otros, como García Boiza, habría que extenderla a toda la Tierra de Vitigudino, incluyendo, además, las comarcas de Ciudad Rodrigo, Alba de Tormes, Ledesma, y, también, un sector del Campo de Salamanca.
En relación con los límites de la Tierra de Vitigudino, cabe señalar que es, precisamente, Villares de Yeltes, junto a El Cubo de Don Sancho, el punto más meridional de dicha comarca.
En la Baja Edad Media, Villares de Yeltes perteneció al alfoz de Ledesma. Fernando II repobló, en el año 1161, esta última localidad, estableciendo, además, los límites de dicho alfoz, entre los cuales se mencionan los nombres del arroyo del Asno y del río Yeltes. El referido arroyo todavía existe en la toponimia local y atraviesa parte del término de Villares de Yeltes, hasta desembocar en el antedicho río.
Villares de Yeltes formó parte de la roda de Cipérez. Hoy, aquel forma parte de la Tierra de Vitigudino, que, hasta el siglo XIX, perteneció al Ducado de Alburquerque. El propio Llorente Maldonado, tras hacer las oportunas consideraciones, en relación con el caso, se refiere a la delimitación de la Tierra de Vitigudino, y lo hace en estos términos: "por el oeste, La Ribera; por el suroeste, el Yeltes; por el sur, el límite meridional de los términos de Villares de Yeltes y El Cubo de Don Sancho, y por el este y nordeste, los confines de la Tierra de Ledesma...".

### La roca y el agua
Refiriéndose a las formaciones rocosas del occidente salmantino que se hallan constituidas por materiales ordovícico-silúricos, el profesor García Figueroa anota la presencia de: "pizarras, grauvacas, microconglomerados y conglomerados en cantos de cuarzo bien trabajados...", al sur y al este de Villares de Yeltes. El mismo autor menciona la existencia de calizas en la ribera derecha del río Yeltes, destacando, por el contrario, la ausencia de tal clase de rocas en la zona del arroyo de Valdelagoda, y creyendo hallar alguna similitud, en este aspecto, entre las características petrológicas de dicha zona y la de Tamames.
Son abundantes los manantiales, lagunas y fuentes en el término de Villares de Yeltes. Citaremos, entre otros, los siguientes: Manantial de Najarros y de Valgallego, La Fontanica, la fuente del Moro, la del Nogal, la de Regidores, la del Espino, la de las Pernículas, la de las Merinas, la de los Picones, fuente Gorda, fuente Pozal, fuente de la Roda, del Sapo, Charca de la Pellejera, Charca Nueva, Charca de las Lagunillas y Laguna Lengua.

## Historia

### El Paleolítico Inferior
El hombre prehistórico pobló las riberas del Yeltes y el Huebra. Los hallazgos arqueológicos se remontan al Paleolítico Superior y, hasta ahora, se han localizado en las inmediaciones de Villares de Yeltes, concretamente, en el pago de La Ribera y en los alrededores del cementerio municipal, donde don Eduardo Martín ha recogido varios bifaces y otros artefactos líticos, algunos de los cuales se conservan en el recién creado museo arqueológico de Lumbrales. Se trata de piezas de cuarcita talladas. Cronológicamente, se hallan encuadradas en el período llamado Achelense, con unos 100.000 años de antigüedad. Se han efectuado varios descubrimientos de naturaleza similar, en los alrededores de Pedro Álvaro. Allí, se han recogido diversos restos, consistentes en chopper, núcleos y lascas de cuarcita, todos ellos, en las márgenes del río Yeltes. Aparecieron en abrigos rocosos, formados por grandes berruecos graníticos.
En conjunto, los yacimientos paleolíticos de Villares de Yeltes, se hallan considerados como algunos de entre los más importantes que han sido clasificados, hasta la fecha, en la provincia de Salamanca. Se sitúan, cronológicamente, en el período comprendido entre el Pleistoceno Medio y el Pleistoceno Superior, y corresponden, tipológicamente, a industrias líticas del Achelense y el Paleolítico Medio.
El río Yeltes atraviesa en nivel paleozoico, que se halla oculto, a través de la fosa tectónica de Ciudad Rodrigo, pero dicho nivel vuelve a resurgir en la zona de San Giraldo y Villares de Yeltes, presentando, las riberas del citado río, interesantes sedimentos de tipo aluvial, con acusada presencia de cuarcitas, material, este, que fue utilizado por el hombre prehistórico para fabricar, en el período Achelense, artefactos diversos.
Villares de Yeltes, junto con Castraz de Yeltes, son las únicas, de entre las localidades cuyos terrenos surcan el referido curso fluvial, en donde se han producido diferentes hallazgos de piezas prehistóricas, correspondientes a los períodos antedichos.

### Neolítico y Edad de los Metales (3500-300 a.C.)
A la Edad de los Metales pertenece un menhir, que, tiempo atrás, estuvo erigido junto a la ermita de Huebra, sobre la orilla izquierda del río del mismo nombre. Desde allí, dicho monolito fue trasladado hasta Villares de Yeltes y emplazado dentro de una propiedad particular, donde hoy se conserva.
El referido menhir, de tipo fálico, constituye uno de los escasos ejemplares de su clase que existen en la provincia de Salamanca. Tan sólo se conoce otro, similar al anterior y que ha sido localizado en las inmediaciones de la ermita de Nuestra Señora de los Remedios, sita en el término de Buenamadre. El monolito de Villares de Yeltes presenta fragmentado el extremo superior, intencionadamente: la cristianización de antiguos ritos y símbolos, imponía la eliminación o transformación de los elementos paganos. Lo más probable es que el susodicho menhir de Villares de Yeltes fuese mutilado en la época en que se construyó la ermita. Primeramente, aquel fue un monumento erigido en honor de las divinidades de la fertilidad, en un lugar donde, existe una sugerencia natural de aguas termales que, sin duda, recibiría culto en los tiempos prehistóricos, siguiendo la tradición, mantenida, igualmente, en otros diversos lugares. Hasta la fecha, no son muchos los ejemplares, de esa clase, localizados en el occidente de España. Aparte la provincia de Salamanca, es en la de Zamora, en donde también han sido descubiertos algunos de ellos.
De otra parte, la divinización de las aguas de los ríos Yeltes y Huebra, se concretaría en la construcción de santuarios, de los que no han llegado, hasta nosotros, más que vagas referencias. A este respecto, hay que decir que, años atrás, existió una estela votiva, que fue colocada entre los pasiles que cruzaban el río, a la altura del ya citado lugar de Pedro Álvaro. No se puede asegurar se la antedicha estela se hallaba dedicada a las ninfas del medio acuático, el Yeltes, en este caso concreto. Hay que recordar que, en el balneario de Retortillo, fue hallada, décadas atrás, una estela con inscripción, dedicada a las "aguas del Yeltes" (aquas eletesibus). Este río era sagrado en época romana.
Es probable, por otra parte, que el castro del Espolón, sobre el que se asienta el actual núcleo de población de Villares de Yeltes, continuara habitado hasta bien entrada la Alta Edad Media. A la altura del término de Villares de Yeltes, y a ambos lados del río del mismo nombre, existen dos castros. Uno de ellos se localiza en el propio espolón donde se asienta el castillo de dicha localidad; el otro se encuentra en Las Cercas, ya en terrenos de Villavieja. Por otra parte, en medio del río Huebra, se conservan restos de un tercer castro, sobre un promontorio. Semejante ubicación permitiría pensar que, esta última fortaleza, podría pertenecer, o bien al término de Villares de Yeltes, o bien al de Pozos de Hinojo, ya que el citado curso fluvial forma límite entre ambos. No obstante, conviene observar que es desde la margen izquierda del Huebra, perteneciente a Villares de Yeltes, desde donde se tiene mejor acceso al castro en cuestión; por lo que, en principio, cabría incluir a este dentro del término de dicha localidad.

### Mundo romano y tardorromano (sigloII-sigloIVd.C.)
Se rastrea la pasada presencia romana en el término de Villares de Yeltes, a través de la existencia de una calzada y de diversos vestigios arqueológicos descubiertos en diversos puntos, como los de Villarejos, Valdeviñas (margen derecha del Huebra) y alrededores del casco del pueblo. La mayor parte de los diferentes materiales arqueológicos, corresponde al período tardorromano, e incluye abundancia de tégulas, fragmentos de cerámica doméstica y diversos elementos de construcción. Por otra parte, se observan restos de varias estelas funerarias romanas, embutidos en los muros de la ermita del Carpio. Es posible que procedan de la antigua necrópolis que había en las inmediaciones del referido santuario.
Por el término de Villares de Yeltes pasaba la calzada romana conocida popularmente como Calzada de los Mártires. Partía desde Salamanca hacia el oeste, y, tras cruzar por Rollán, alcanzaba El Cubo de Don Sancho y se adentraba, después, en terrenos del citado Villares de Yeltes, prosiguiendo hacia Villavieja de Yeltes y otras zonas del occidente provincial. El tramo de dicha calzada que discurría por el término de la localidad que aquí nos ocupa, recibía el nombre de "Camino del Hierro".

### Epigrafía romana
La estela funeraria de la ermita del Carpio es de características similares a algunas de las que han sido halladas en la necrópolis de Yecla de Yeltes, entre las que cabe citar la que diera a conocer el profesor Martín Valls, dentro de un conjunto de doce monumentos funerarios de esa clase, y en la que figuran los nombres de Valeria, Aemilium y Arquius. Algunos de aquellos no se encontraron in situ, en el momento de ser recogidas, pero esta suele ser la tónica imperante en hallazgos de ese tipo. Ocurre el mismo caso con la estela de la ermita del Carpio, cuya procedencia no tiene por qué relarcionarse, necesariamente, con la necrópolis inmediata, aunque parece lo más probable. La datación de la estela germinada de Villares de Yeltes y los fragmentos de las otras que también aparecen embutidas en los muros del susodicho santuario, pudiera remontarse al período comprendido entre los siglos II-IV.
En relación con lo anteriormente señalado y teniendo presente el hecho de que, muy próximo a la ermita del Carpio, existió el referido asentamiento romano de Los Villarejos, resulta indudable que nos hallamos ante un caso de población más o menos continuada, en ambas márgenes del Yeltes, hasta la Alta Edad Media. Es este un fenómeno que también implicaba, claro está, a la zona de Yecla de Yeltes, y, como ya ha señalado el citado Martín Valls, el mismo castro, antes mencionado, debió de continuar poblado hasta la Alta Edad Media.

### La repoblación medieval (SiglosIX-XIII)
Según Julio González, la zona hoy comprendida dentro de la comarca de Vitigudino, fue repoblada con gentes de Benavente y Zamora. A juicio de Llorente Maldonado, ello explica la existencia de un cierto grado de afinidad étnica entre los habitantes de la Tierra de Vitigudino, ya mencionada, y Ledesma, cuya repoblación acaeció, igualmente, en el siglo XII. La línea divisoria entre los distintos concejos de Ciudad Rodrigo y Ledesma discurría en el siglo XII; justamente, a la parte occidental de Villares de Yeltes. Reminiscencias de aquellos pobladores medievales, perduran, a través de la toponimia local, en el término de Villares de Yeltes: Fuente Sextil, Valdelacanal, Valancho, Valdevilla, Fuente del Valgallego, Fuente de los Najarros, Valdelacruz, Valdelacalzada, Valdelostrigos, Arroyo del Salmurial, Valdeasnal, Arroyo de Valdecornejo. A todos estos topónimos, habría que agregar los que se localizan en áreas limítrofes del término de Villares de Yeltes, y, entre los cuales, cito los siguientes: Valdefraguas, Valdemartínez, Valdelamina, Valdemanzano, Valdegrande, Valhondo, Valdondiego, Valzamorano. Según ciertos autores, los topónimos formados en val, señalan la presencia de mozárabes durante la Alta Edad Media, entre los siglos IX-XI. Así como Pedro Álvaro pudo haberse constituido como núcleo de población, a raíz de la llegada de colonos en la Baja Edad Media (siglos XII-XIII), Villares de Yeltes, en cambio, habría tenido, seguramente, un origen anterior. Ya en el siglo X, como oportunamente señala Barrios García, existía un poblamiento intenso en determinadas zonas del Arcedianato de Ledesma. Las diversas entidades de población quedarían consolidadas a partir de las tareas repobladoras -reorganizadoras- del rey de León Fernando II, cuya labor interesó, particularmente, dentro del solar salmantino, las tierras del occidente provincial, hacia el año 1161. Así, junto a Villares de Yeltes, sería también potenciada la demografía en Pozos de Fenoio, nombre como se denominaba al actual Pozos de Hinojo. Primitivamente, éste se llamaba Pozo de Almizahet y su origen, dicho sea de paso, se remontaba a los siglos IX-X, época en la que dicha zona fue poblada por mozárabes.
Tanto en el caso de Villares de Yeltes como en el de Pedro Álvaro, los respectivos nombres de dichas localidades le fueron impuestos por aquellos repobladores medievales que hasta aquella zona arribaron. Según Sánchez Albornoz, Pedro Álvaro correspondería a una patronímico familiar y sería una de las varias decenas de topónimos que, con el mismo origen, se encuentran en las provincias de Salamanca, Ávila y Segovia.

### Villares de Yeltes dentro de la diócesis salmantina

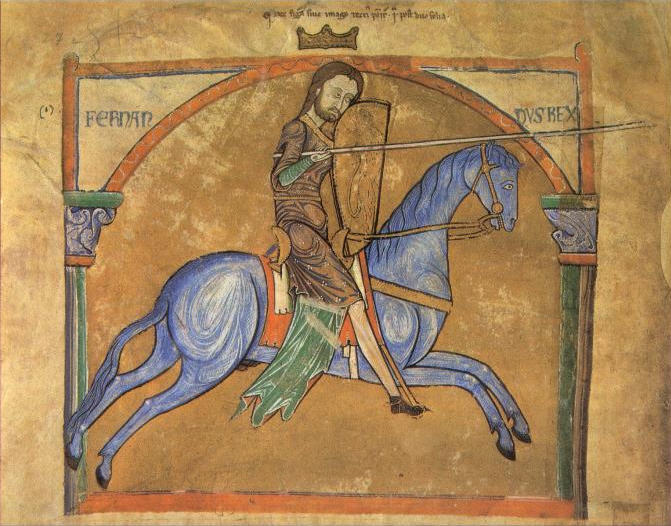
Villares se integró en el concejo de Ledesma tras su creación por el rey Fernando II de León en 1161

Continuas disputas sobre la delimitación de tierras, entre los obispados de Salamanca y Ciudad Rodrigo, se sucedieron durante el siglo XII, lo que motivó la intervención del rey Fernando II, repoblador de buena parte de las Tierras de Ledesma y Ciudad Rodrigo. Dicho monarca confirmó la concordia a la que se llegó, entre los obispos de Salamanca y Ciudad Rodrigo, y que, en el año 1173, terminó con las disensiones provocadas por la cuestión más arriba expuesta. Según dicha concordia, el límite interdiocesano vendría establecido por el curso de los ríos Yeltes y Huebra. El espacio entre estos, sería compartido por ambas diócesis. Los términos de la referida concordia serían sancionados, un año después, por el arzobispo de Santiago de Compostela.
De otra parte, hasta unos años antes, concretamente, hasta el año 1161, las demarcaciones de Ciudad Rodrigo y de Ledesma, con sus respectivos lugares y aldeas, se habían mantenido bajo dominio de la ciudad de Salamanca; pero, a raíz de la creación de los alfoces de Ciudad Rodrigo y Ledesma, el concejo salmantino perdió dichos territorios. Y, entonces, se alzó contra Fernando II. La posterior derrota que el referido concejo sufriría a manos de las tropas reales, tuvo, entre otras consecuencias, la de fijar, definitivamente, los límites entre la Tierra de Ledesma y la de Ciudad Rodrigo.
Villares de Yeltes quedaba, así, incluido dentro del concejo de Ledesma, y, como tal, ha llegado casi hasta nuestro días, formando parte, además, de la Tierra de Vitigudino, hoy constituida en comarca, y una de las más extensas, por cierto, de la provincia de Salamanca.
En el año 1265, Villares de Yeltes figuraba en la relación de lugares del Cabildo catedralicio de Salamanca.
A lo largo de los siglos siguientes, la Catedral de Salamanca siguió percibiendo diversas rentas por las propiedades que tenía en Villares de Yeltes y Pedro Álvaro, así como también en otros lugares comarcanos, entre los que se hallaban Pozos de Hinojo, Ituero, El Cubo de Don Sancho, Buenamadre y Villoria de Buenamadre.
En la Edad Media aparecía escrito, a veces, Villares de Yeltes y, en otros casos, Villares Deltes o Villares de Jeltes. Bajo este último nombre figuraría, más tarde, en el Libro de los lugares y aldeas del obispados de Salamanca (1604-1629) en el que se dice que dicha localidad era un anexo del Cubo de Don Sancho y que tenía 30 vecinos. Adelantaré, aquí, dicho sea de paso, algunos otros datos: se ponderaba la buena fábrica de la iglesia de Villares de Yeltes, diciendo que tenía una bien enmaderada capilla. La torre debía de estar a medio hacer, pues, en dicho documento, se dice textualmente "una torre medio hecha de cantería".
Refiriéndose a la familia Anaya, se indicaba que los herederos de Don Diego, quienes tenían allí posesiones, debían un censo a la Iglesia, por lo que aquellos, y, principalmente, doña Antonia Enríquez, mantenían un pleito con esta, desde hacía muchos años.

### Disputa entre Ledesma y la Orden de Santiago por la posesión de Villares de Yeltes

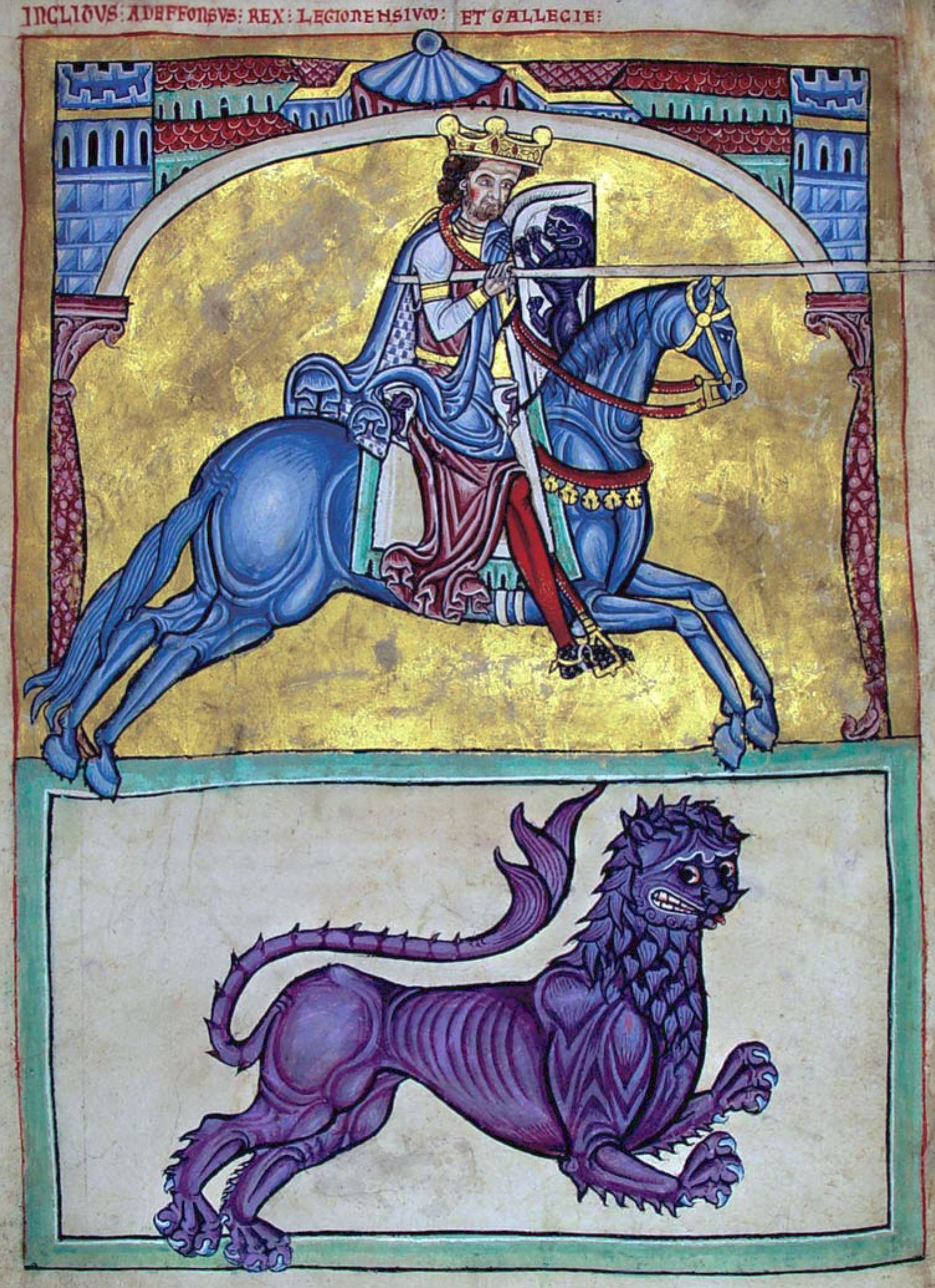
La intervención del rey Alfonso IX de León acabó con las pretensiones de la Orden de Santiago de poseer Villares

A comienzos del siglo XIII, Alfonso IX de León tuvo que intervenir en un litigio mantenido entre el concejo de Ledesma y la Orden militar de Santiago. Esta última reclamaba, a dicho concejo, los derechos de posesión de los lugares de Villares de Yeltes, Barruecopardo, San Cristóbal de Ledesma y Saucelle.
El dictamen del citado monarca resolvió el caso a favor del concejo de Ledesma, quedando, pues, dentro de la jurisdicción de éste, los antedichos lugares en litigio.
En el año 1262, Martín Alfonso, hijo del rey Alfonso IX de León, y su mujer, María Méndez, reciben de Alfonso X, el Sabio, el lugar de Villares de Yeltes, bajo la condición de que, si los citados Martín y María no tuviesen descendencia, estarían obligados a restituir a la Corona la referida posesión de Villares de Yeltes.
También el Cabildo catedralicio salmantino tenía propiedades en Villares de Yeltes, concretamente, una dehesa, de una yugada de extensión, según los datos correspondientes al año 1265.

### Villares de Yeltes y el Monasterio de Sancti Spiritus
Desde el año 1268, hasta finales del siglo XV, algunas tierras del término de Villares de Yeltes pertenecieron al monasterio femenino de Sancti Spíritus, de Salamanca, cuya fundación, en el referido año, se debió a Pelayo Pérez Correa, maestre de la Orden de Santiago, y a María Méndez y su esposo, Martín Alonso, hijo de Alfonso IX.
En un documentado estudio, María Echániz indica que dicho monasterio fue habitado por una comunidad de mujeres y que llegó a concentrar un importante patrimonio, a través de donaciones recibidas y de diferentes bienes, en concepto de herencias. Muy diversos eran los lugares de procedencia de tales bienes patrimoniales. Aparte la provincia de Salamanca, el citado monasterio tenía posesiones en la provincia de Zamora y norte de Cáceres. Villares de Yeltes era la única localidad situada en las riberas del Yeltes que contituía posesión del referido monasterio de Sancti Spiritus.
Es de señalar, que la mayor parte de las monjas de dicha comunidad eran miembros de linajes salmantinos. Uno de estos fue el de los Paz, renombrada familia nobiliaria en el siglo XV.
Una parte de las propiedades que el monasterio de Sancti Spiritus poseía en Villares de Yeltes, fue arrendada, en el año 1396, a un tal Matheos Peres, hijo de Miguel Benito de la Fuente, morador en dicha localidad. Según el documento correspondiente, el mencionado arriendo comprendía las tierras de pan llevar, prados, eras, montes, huertas, dehesas y todos los demás bienes que dicho monasterio poseía en el término de Villares de Yeltes. El tiempo de duración del contrato se estableció en 6 años, a contar desde el día de San Martín del referido año. El citado Matheos Peres había de pagar, a las monjas de Sancti Spiritus, anualmente, 15 fanegas de "buen trigo, nuevo e limpio e seco, tal que sea de dar e de tomar, medido por la media fanega derecha del dicho lugar de Villares de Yeltes". El pago debía efectuarse en el día de Santa María de septiembre, imponiéndosele, por otra parte, al mencionado arrendatario, la obligación de pagar la cantidad de 4 maravedíes por cada día que se pasara sin haber hecho efectivo el pago de las 15 fanegas de trigo. A mayores de todo ello, al término del contrato, Matheos Peres tenía que dejar construidas para las monjas del consabido monasterio, 2 casas pajizas, en terrenos de propiedad de este, las cuales se destinarían para dependencias de dicha comunidad monástica. Esta, a través de su comendadora, Leonor Peres, se comprometía con Matheos Peres a no arrendar a ninguna otra persona, aunque le ofreciesen mejores condiciones, los terrenos que figuraban en el contrato en cuestión, en el cual, con respecto a las referidas casas pajizas, se hacía la salvedad de que, en el caso de que éstas fueran destruidas por algún rey o señor poderoso, no se haría responsable de ello el arrendatario.
En ese mismo año de 1396, las frecuentes incursiones de los portugueses por tierras del Condado de Ledesma, y las nefastas consecuencias que ello tuvo para la economía de los distintos lugares, indujo a Juan I a eximir, en el año 1396, a la misma villa de Ledesma y a sus aldeas, de contribuciones monetarias, por un espacio de 4 años. La animadversión hacia los habitantes del otro lado de la raya, se advertía en la expresión "traydores portogaleses", que aparece recogida en la Documentación medieval del Archivo Municipal de Ledesma.

### SiglosXVyXVI
Cuando menos, ya desde el siglo XVI, figura el nombre de un Villares de Yeltes, referido a un paraje localizado al norte de Ciudad Rodrigo. Según el censo de población llevado a cabo a finales de dicho siglo, el citado paraje se hallaba ubicado en el término de Villoria, en el que también se hallaba incluido el despoblado de Gazapos. El paraje de Villares de Yeltes en Villoria contaba, en el año 1591, con un solo vecino.
El topónimo de Villares de Yeltes ha perdurado hasta hoy. En dicho ámbito geográfico hay vestigios de asentamiento tardorromano. Como es sabido, el nombre de villar o villares, alude a la existencia de restos de población antigua.

#### El castillo

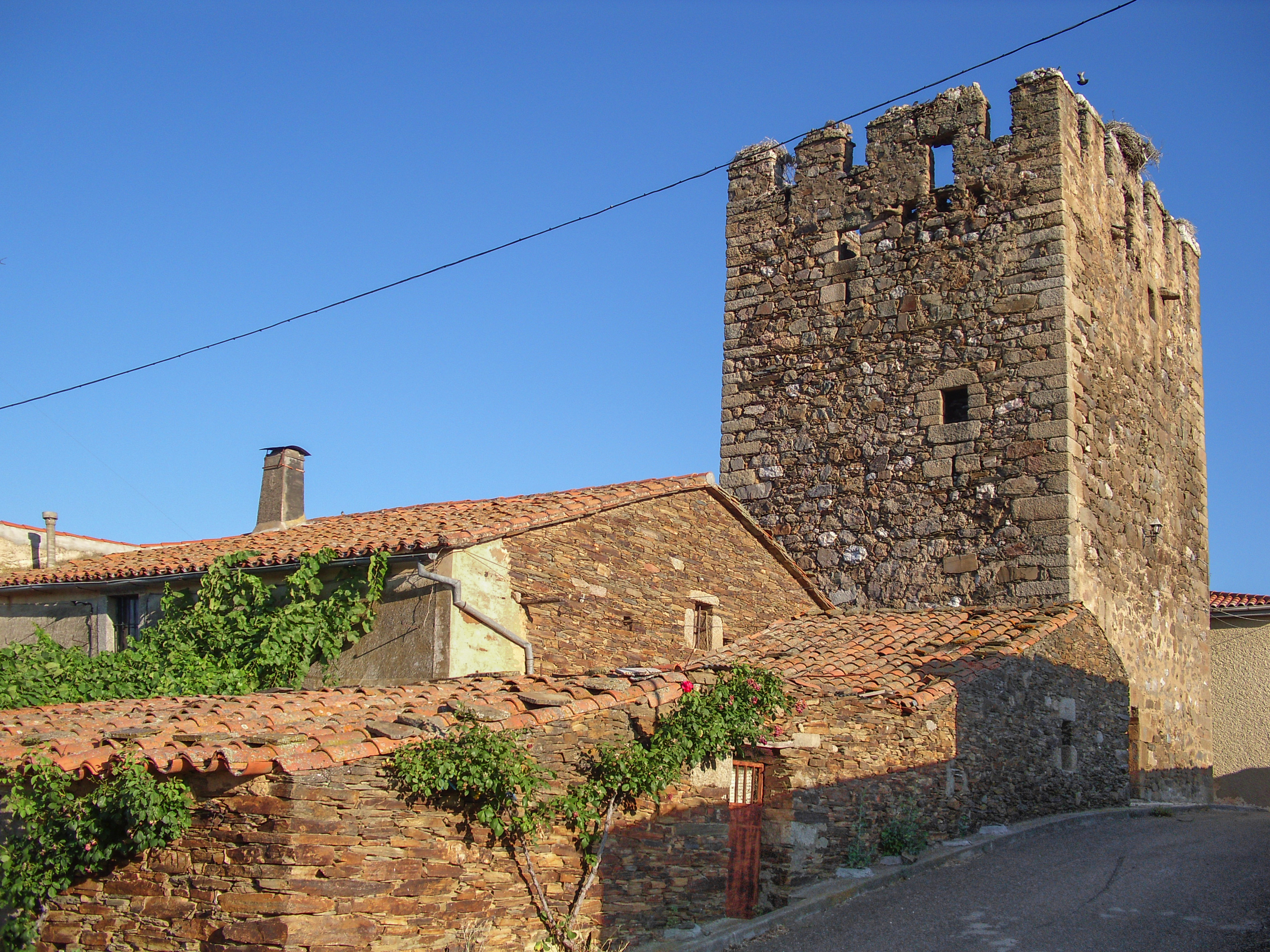
Castillo

A la parte occidental del pueblo, se yergue una torre medieval, hoy aislada de otras estructuras de fortificación; pero, a las que, en tiempos atrás, debió de estar unida: se aprecian los arranques de un arco que salvaría la distancia entre el lienzo paralelo del muro norte de la torre y esta misma.
La mencionada torre es de planta rectangular. Se halla construida en mampostería de pizarra y esquinada en granito, y su único vano de entrada, adintelado, se abre a nivel del suelo. El espacio interior se hallaba dividido en 4 pisos de madera. La parte superior de los muros, todavía conserva el almenado.
El lienzo que discurre paralelo al muro nordeste de la torre, tiene un espesor de 1,80 m. En él se abrieron varias troneras para el uso de la artillería. Tales elementos defensivos aparecen en otras muchas fortalezas construidas en el siglo XV, como lo es esta misma de Villares de Yeltes. La configuración de ciertos restos, que rodean la torre, sugiere la existencia de un antemuro que la cerraría por tres de sus lados.
La fachada principal del torreón mide, de lado, 9,60 m, y 7,10 m los muros adyacentes. El espesor del muro donde se abre el vano de la entrada, es de 1,20 m, y la anchura de este es de 0,80 m. A lo largo de río Yeltes, se alzaban diversas fortalezas, algunas de las cuales remontan su origen a la época prerromana. De sur a norte localizadas en el tramo comprendido entre Aldehuela de Yeltes y Villavieja de Yeltes:
- Laguna del Cristo (Aldehuela de Yeltes): restos de una fortaleza construida de cal y canto, de la que únicamente se conserva parte de los muros.
- Mesa Grande (Castraz de Yeltes): vestigios de una fortaleza levantada sobre la margen derecha del río Yeltes, en la confluencia de este con el río Morasverdes.
- Pedraza de Yeltes: casa fuerte, construida por Garci-López de Chaves en el siglo XV.
- Castillejo (Martín de Yeltes): restos de un castro reutilizado en época romana y en la Alta Edad Media.
- Los Castillos (Retortillo): castro reutilizado en la Alta Edad Media.
- El Espolón (Villares de Yeltes): sobre el primitivo castro romano, se alza el castillo medieval.

Las fortalezas más arriba mencionadas se encuentran emplazadas sobre la margen derecha del consabido curso de agua. De todas ellas, sin embargo, la única que conserva una cierta prestancia es la de Villares de Yeltes.
Una segunda línea de fortificaciones seguía el curso del Huebra, que, limita, por el norte, el término de Villares de Yeltes. Aquí me limitaré a enunciar las fortalezas enclavadas entre Pelarrodríguez, al noroeste de la localidad que nos ocupa, a lo largo de unos 25 km en línea recta.
Los diversos puntos fortificados eran los siguientes (de este a oeste):
- El Riscal (Pelarrodríguez).
- El Cubo de Don Sancho.
- Los Castillos: restos de una fortificación prerromana, reutilizada posteriormente. Hay allí, además, vestigios arqueológicos de la Alta Edad Media.
- Yecla la Vieja (Yecla de Yeltes).

#### Villares de Yeltes, del condado de Ledesma

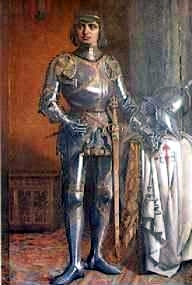
Villares de Yeltes pasó a depender de Beltrán de la Cueva en 1462, al ser nombrado conde de Ledesma

Los primeros Condes de Ledesma fueron don Beltrán de la Cueva y doña Mencía de Mendoza, su mujer. En el año 1462, Enrique IV concedió a aquel la posesión de Ledesma y el título de conde; pero, además, don Beltrán figuraría, a partir de entonces, como duque de Alburquerque. Ambos títulos nobiliarios pasarían a sus descendientes, quienes, llegado el siglo XVIII, todavía seguirían conservando el dominio de casi toda la Tierra de Ledesma. En Villares de Yeltes, el conde de Ledesma percibía, por aquella época, una serie de rentas; sin embargo, el título del señorío del mencionado lugar, lo ostentaba el marqués de Canillas.

#### Los Paz, señores de Villares de Yeltes
Antón de Paz, casado con doña María Gutiérrez de Fontiveros, fue corregidor de Ciudad Rodrigo, allá por el año 1475. Siendo señor de Villares de Yeltes, lo era también del lugar de Santidad, en el término de Villavieja de Yeltes. Su hijo, Francisco de Paz, figura como primer señor de los Heredamientos de Villares de Yeltes y Villar de la Vieja, en el año 1486, según un documento cuya copia se conserva en el Archivo de la Catedral de Salamanca. En dicho documento se indica que Antón Paz fundó un mayorazgo que gozaría el susodicho Francisco de Paz y sus descendientes.
El hecho de que todavía en el siglo XVI, Villares de Yeltes siguiera denominándose Villare de Antón de Paz, señala la raigambre que dicho linaje tenía en el lugar mencionado.
El nombre de Antón de Paz, arcediano de Camames, aparece consignado, con relativa frecuencia, en los libros de Claustros de la Universidad de Salamanca, durante el siglo XV. Por el cargo que ostentaba, intervino en diferentes ocasiones en diversos asuntos, algunos de ellos relacionados con la provisión de cátedras. Las citas se refieren a los años 1453, 1468, 1479 y otros.
El linaje de los Paz se vio implicado en la lucha de bandos, en Salamanca, durante el siglo XV, en el que se enfrentaron diversos integrantes de familias nobiliarias, de las cuales, unas se hallaban adscritas a la parroquia de San Benito y otras a la de Santo Tomé. No sólo en el ámbito urbano, también en el medio rural, tuvieron problemas los Paz, entre los años 1480 y 1488. A pesar de que participasen, en dos ocasiones en el establecimiento de los correspondientes actos de Concordia entre los referidos bandos nobiliarios.
A comienzos del siglo XVI, Lorenzo de Paz fue regidor de Salamanca. Su hermano, Francisco de Paz, vecino de Villares de Yeltes, extendió a aquel una escritura de poder, para que pudiera cobrar una herencia de doña Catalina Gutiérrez, tía de Francisco y Lorenzo. Años después, en agosto del año 1526, el mismo don Francisco de Paz otorgaría una escritura de dote para el matrimonio de doña María de Paz Maldonado, con Pedro Enríquez de Sevilla y Monroy. La citada María de Paz era hija del referido Francisco de Paz y de la segunda mujer de éste, doña Berenguela Maldonado.

#### Heráldica de los Paz
En Villares de Yeltes se han conservado algunas piedras armeras con escudos de los Paz, un linaje que, en el pasado, señoreó dicho lugar y otros varios en la provincia de Salamanca, de entre los cuales, el profesor Álvarez Villar enumera los siguientes: Almenara, Traguntía, San Muñoz y Montellano.
Las armas de los Paz consistieron, primeramente, en 10 besantes de oro en tres palos, en azul oscuro; más tarde, se añadirían 2 cabezas de serpientes de oro, salpicadas de verde, (existe otra variante del escudo en el que aparecen 2 cabezas de león en el lugar de las serpientes), una de ellas, en el cantón diestro del eje, y la otra, en el siniestro de la punta. Al parecer, Sancho Pérez, uno de los miembros de dicho linaje, fue quien adoptó el apellido Paz, en rememoración de la defensa que hiciera de la ciudad de Badajoz, la antigua Pax Julia romana, siendo él capitán general de dicha plaza.
Más tarde, los Paz se aliarían con los Cornejo, formando el apellido Cornejo de Paz, del que existió un escudo colocado sobre el dintel de la calle de Jardines, en Salamanca.

#### El escudo de Villares de Yeltes
El escudo de Villares de Yeltes fue aprobado el 14 de junio de 1991. Faustino Menéndez Pidal exponía del siguiente modo las consideraciones para establecer, definitivamente, la clase de armas de Villares de Yeltes: "...composición jacobea por pasar por Villares un ramal del camino de Santiago, y una alusión a los ríos Huebra y Yeltes. A estos elementos se pretendía añadir una complicadísima bordura, compuesta de 4 diferentes emblemas, con las armas de los Enríquez de Sevilla o de Salamanca y los Monroy, que no tuvieron más vinculación con esta villa que poseer heredades en el término". El citado heraldista señalaba que, una vez suprimida la bordadura por injustificada y complicada, y colocadas las ondas (alusivas a las aguas de los ríos) en la punta del escudo, las armas de Villares de Yeltes quedaban así: "de verde, 2 bordones de peregrino de oro, pasados en aspa, acantonados de 4 veneras de plata, sobre ondas de plata y azul. Va timbrado el escudo con la corona real española".

#### El palacio
Con el nombre de Palacio se conoce una mansión señorial, de fines del siglo XV o comienzos del XVI. Es una construcción de 2 plantas, de mampostería de pizarra, con los ángulos reforzados por sillares de granito, y en cuya fachada se abre una amplia entrada, sobre cuyo dintel, granítico, han sido labrados 3 arquillos, destacando, en el central, un pequeño escudo. La parte superior de los muros se halla decorada con pomas y coronada por pináculos, en armonía con las dimensiones del edificio, cuyos muros muestran una serie de ventanas cuadradas, enmarcadas en granito.
Teniendo en cuenta la época a la que se remonta el palacio mencionado, cabría conjeturar que este fuera obra de los Paz. En el siglo XVI, don Antón de Paz era señor de Villares de Yeltes, y resulta muy probable que el palacio fuera ya su mansión residencial; con posterioridad, quizá también lo ocupase el conde de Canillas, pero el obvio que este nada pudo tener que ver con su edificación, ya que la vinculación de este linaje, como tal, con Villares de Yeltes no alcanza, por lo que se sabe, más allá del siglo XVII. En el transcurso de unas obras de restauración llevadas a cabo, recientemente, en la casona, ha aparecido un escudo que, a pesar de no mostrar más que 8 roeles, es, presumiblemente, de los Paz.
A partir del siglo XV, dicha localidad pasaría a constituir dominio señorial del conde de Ledesma. Sin embargo, el hecho de que, en el siglo XVI, aquella figurase como posesión del caballero salmantino don Antón de Paz, permite pensar en que, probablemente, Villares de Yeltes pasara a poder de los Paz, en el período comprendido entre la segunda mitad del siglo XV y la primera del siglo XVI.
Ya desde el siglo XVI la familia Anaya, emparentada con los Enríquez, tenía diversas posesiones en localidad citada, y uno de los miembros de la familia, concretamente, don Francisco Pereira y Anaya, señor de Herreros de Peña Cabra quien falleció en el año 1576, fue antecesor de los Marqueses de la Conquista, cuyo nombre se ha perpetuado, arquitectónicamente, en el palacio del mismo nombre, existente en Salamanca. En el término de Villares de Yeltes, no lejos del casco del pueblo, se encuentra situado, en una dehesa, un edificio, conocido como Casa de la Conquista; quizá el nombre de dicha casa pudiera aludir al mencionado marquesado, por su identificación, desde finales del siglo XVI, con el linaje de los Anaya.
El primer conde de Canillas fue don Pedro Enríquez de Sevilla y Monroy, quien fue nombrado capitán general de El Perú y caballero de la Orden de Calatrava, en el año 1692. Señoreó el lugar de Canillas de Tornero (Matilla de los Caños del Río). Sobre la fachada de la casona que allí se conserva, campean varios escudos, 2 de ellos, con las armas de los Enríquez y los Monroy. Corresponden al siglo XVII, excepto y tercero, que aparece en alto, sobre el dintel de la entrada, en la fachada principal; lo más probable es que este último escudo proceda de algún otro edificio anterior, hoy desaparecido. La referida casona data del siglo XVII.

#### Emigrantes al Nuevo Mundo
A finales del siglo XV, Francisco de Paz era señor de Villares de Yeltes. Así consta en un documento fechado en el año 1486 y del cual se conserva una copia en el Arquivo Catedralicio de Salamanca. Al referido Francisco de Paz, sucedió Juan de Paz, quien figura como señor de Villares de Yeltes a comienzos del siglo XVI. Apenas rebasado el primer tercio de dicho siglo, hallamos a un Alonso de Paz, hijo de Diego de Paz y de María García, entre los emigrantes al Nuevo Mundo, concretamente, con destino a Nueva España. En su tarjeta de embarque figura la fecha de 1536. En ese mismo año, embarcaría también para Nueva España un tal Diego de Paz, hijo de Alonso de Paz y Catalina Álvarez. Más tarde, aún embarcaría para Guatemala Alonso de Paz, hijo de Diego de Paz e Isabel Jiménez.
Los Paz seguirían manteniendo su condición de emigrantes, en años posteriores. Álvaro de Paz, quien se casaría con Cebriana de Caxitate, pasó también algún tiempo en Las Indias, y, en el año 1602, lo encontramos firmando testamento ante Pedro de Valencia.

### SigloXVII

#### Villares de Yeltes, en las guerras con Portugal
En el año 1640, bajo el reinado de Felipe IV, se produjo la rebelión de Portugal y Cataluña, que proclamaron su independencia, lo que motivó el estallido de una guerra que se prolongaría hasta el año 1668. Durante la contienda, las zonas fronterizas de la provincia de Salamanca con Portugal fueron objeto de varios ataques y saqueos por parte de destacamentos enemigos. Prácticamente, todas las poblaciones de la comarca de Argañán, Camaces y Yeltes, así como también diversas áreas aledañas, sufrieron los efectos de las incursiones portuguesas hasta el punto de que éstas se constituyeron en la causa de la despoblación de extensas áreas, que llegaron a perder su identidad como pueblos o aldeas, quedando reducidos a simples alquerías, cuando no deshabitadas por completo. Aunque la guerra con Portugal no fue la única causa de la referida despoblación en el occidente de la provincia de Salamanca, sí se reveló como la principal.
El origen de tales enfrentamientos se hallaba en la proclamación del duque de Bragança como rey de Portugal, con el nombre de Juan IV, hecho que tuvo lugar en el año 1640, y que marcó la proclamación de la independencia del país. Ello provocó una intervención militar, por parte de España, y fue el comienzo de una larga guerra, que se prolongó por espacio de casi 30 años.
Entre otras localidades fronterizas involucradas en aquella contienda, cabe citar a San Felices de los Gallegos, que cobró una gran importancia bajo su condición de núcleo fortificado. Fue allí donde se libraron frecuentes batallas y escaramuzas, entre las fuerzas españolas y las portuguesas. Pues bien: en los inicios de la guerra, concretamente en el año 1642, participó un soldado, natural de Villares de Yeltes, quien murió en la citada localidad de San Felices de los Gallegos, en acto de servicio. Su cadáver, fue trasladado, después a su pueblo natal, en cuyo cementerio fue sepultado. El infortunado soldado se llamaba Domingo Rodríguez. Para el entierro y las misas que se dijeron por su alma, en la iglesia parroquial de Villares de Yeltes y en la ermita de Nuestra Señora del Carpio, mandó el padre del joven la cantidad de 10 ducados.
Incluso el propio castillo de Villares de Yeltes sería ocupado, temporalmente, por grupos de portugueses armados, durante las frecuentes incursiones que estos realizaron por los lugares y villas de la franja occidental salmantina. La presencia de tales grupos, en dicha localidad, ocasionaría notables desperfectos en la referida fortaleza, provocando su desmantelamiento. Medio siglo después del final de la guerra con Portugal, el castillo de Villares de Yeltes se hallaba en un estado deplorable, habiendo perdido los suelos de madera que dividían las diversas estancias. También la escalera interior se había desplomado, de manera que, cuando, a comienzos del siglo XVIII, se declaró la guerra de sucesión española, dicha fortaleza se encontraba inhabilitable, precisando, además, de algunas reparaciones para poder ser acondicionada como reducto militar.

### SigloXVIII
La población de Villares de Yeltes ha venido ocupándose, tradicionalmente, del cultivo de la tierra y el cuidado de la ganadería. En cuanto a los diversos oficios, a mediados del siglo XVIII, había, en dicha localidad, 2 sastres, un sangrador, un pastor, 38 labradores, 4 jornaleros y 2 clérigos.
Por aquella misma época, se mencionaba, además, la existencia de un molinero, el cual tenía una aceña en el río Yeltes. También había un batán, donde se enfurtían paños.
Había, en Villares de Yeltes, un total de cuarenta y ocho vecinos. El caserío constaba de 32 casas, 2 pajares y una taberna, la cual servía un forastero.
En el siglo XVIII, se citaban, en el Catastro de Ensenada, cultivos de centeno, trigo, cebada, garbanzos, herrén y árboles frutales. La cabaña ganadera la componían cabritos, corderos, cerdos, burros, terneros y mulos. En cuanto al estado del monte, según el referido catastro, "está nacido y sin orden, conforme lo que produjo la tierra".
Hasta el año 1958, Villares de Yeltes perteneció a la diócesis de Salamanca. A partir de entonces, dicha localidad se incorporó a la diócesis de Ciudad Rodrigo.

#### La Guerra de Sucesión
A la muerte de Carlos II de España, y para impedir la continuidad de la dinastía de los Borbones, se alzaron Inglaterra, Portugal, Países Bajos y el ducado de Saboya, contra España y Francia. Estos dos últimos países, proclamaron, como rey sucesor, a Felipe de Anjou, contra las pretensiones del Archiduque Carlos de Austria, a quien apoyaban las otras potencias.
Aunque no faltaron facciones partidarias del Archiduque, la mayoría de la provincia de Salamanca se declaró, sin embargo, a favor de Felipe de Anjou, quien, más tarde, reinaría con el nombre de Felipe V. Ya desde el año 1703, se producirían los primeros reclutamientos de soldados, entre los pobladores del territorio provincial salmantino, afectando a los varones solteros, con edades comprendidas entre los 18 y los 30 años. Se hallaban excluidos, de dichas levas, los hijos únicos de viudas, así como, también, los enfermos y los nobles.
A unos 6 kilómetros al este de Villares de Yeltes, estuvieron acampadas tropas de Felipe de Anjou (Felipe V), mientras que a 8 kilómetros al sur de dicha población, se instalaron tropas aliadas, mandadas por el duque de Berwick. La propia localidad de Villares de Yeltes, se vería implicada en el conflicto. Allí hicieron el debido reconocimiento del castillo, los destacamentos que defendían la causa del citado Felipe de Anjou.

#### La utilización del castillo
El castillo se hallaba en muy mal estado de conservación a comienzos del siglo XVIII. Así lo refleja el contenido de uno de los partes militares, remitidos al marqués de Canales por las tropas del referido Felipe de Anjou (Felipe V) que ocuparon Villares de Yeltes durante la Guerra de Sucesión. Dicho escrito está fechado en el año 1704, y en él se da cuenta de la necesidad de hacer ciertos reparos en la fortaleza.
Con todo, no parece que las anunciadas obras de restauración del castillo, alterasen, sensiblemente, la fisonomía de este; al menos, en lo que a la torre se refiere. En cambio, los lienzos exteriores que delimitaban el recinto norte, sí que pudieran haber sido reconstruidos en algunos puntos: la disposición de la parte superior del muro, de mampostería de pizarra, en el que se abren las troneras, acaso obedezcan a la realización de las mencionadas obras; pero, aun así, éstas no habrían llegado a modificar el aspecto general de la fortificación.
Desde luego, la torre del castillo, no presenta trazas visibles de remodelación o reconstrucción, en los últimos siglos, y, por lo demás, tampoco han quedado restos de la supuesta escalera que se mandara rehacer durante la citada Guerra de Sucesión.
Por su relativa proximidad a la frontera con Portugal, tanto la fortaleza de Villares de Yeltes, como otras existentes en la zona, fueron rehabilitadas, o , simplemente, ocupadas por las tropas participantes en la contienda, cuando no utilizadas como refugio por los propios habitantes de lugar. En el referido año 1704, los portugueses penetraron frontera adentro, invadiendo territorio salmantino y llevando a cabo diversas acciones bélicas. La villa de Fuenteguinaldo fue una de las localidades que aquellos atacaron y saquearon, a pesar de la resistencia que ofrecieron sus habitantes. Ello era una muestra de la virulencia que alcanzaban las incursiones enemigas, en las comarcas del sector occidental salmantino, y motivó el que las autoridades de Madrid recomendasen, a los habitantes de dichas comarcas, que buscaser refugio en los enclaves fortificados. Sólo la eficaz intervención del duque de Berwick, cuyas tropas frenaron el avance del ejército aliado a la altura del río Águeda, logró que, momentáneamente, el occidente salmantino se viese libre de operaciones militares de mayor envergadura.
En cuanto a las repercusiones de tipo económico, cabe apuntar que la roda de Cipérez, a la que pertenecía Villares de Yeltes, fue eximida de tributos, debido a las fuertes cargas que la guerra había originado a sus vecinos.

#### Las guerras y la despoblación

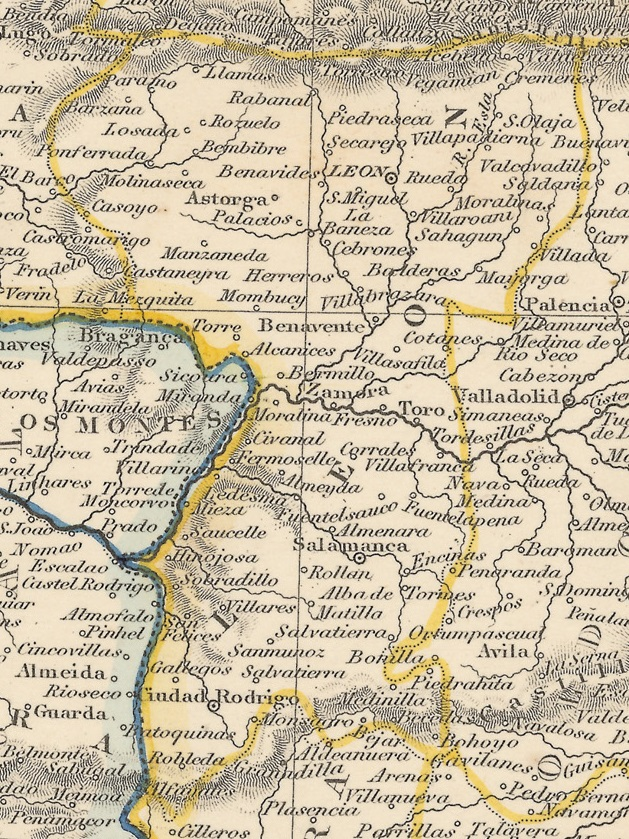
Detalle del mapa Spain and Portugal, realizado en 1850 por J. Dower, en el que se puede apreciar Villares de Yeltes

La despoblación de amplias zonas del occidente salmantino, se habían consumado en el siglo XVIII. A finales de este, el gobierno de Carlos III de España, a través de las llamadas Juntas de Repoblación, proyectó el incremento de la demografía en diversas comarcas de la provincia de Salamanca, a fin de tratar de restituir, a determinadas aldeas y lugares, parte del caudal humano que antaño tuvieran. Fueron 48 los primeros expedientes admitidos a trámite, en el año 1769, por las Juntas de Repoblación; expedientes que fueron enviados al Consejo de Castilla. La repoblación de la mayoría de los lugares, no llegaría, sin embargo, a properar, en la medida en que se esperaba; tan sólo en Fuenteliante, lugar relativamente próximo a Villares de Yeltes, se lograron eficaces resultados, al instalarse allí un grupo de 20 vecinos.
La despoblación de no pocos lugares situados en las tierras del occidente salmantino, tenía su origen, principalmente, en los avatares sufridos por sus habitantes durante las guerras con Portugal, entre los años 1640 y 1668. Los portugueses invadieron, por aquellas fechas, las comarcas de Ledesma, Ciudad Rodrigo y Vitigudino, asolando muchos lugares y villas. Prácticamente, todos los núcleos de población de la zona del Yeltes sufrieron, en mayor o menor medida, los efectos de las incursiones de los portugueses, los cuales saquearon, varias veces, las localidades de San Felices de los Gallegos, Villavieja de Yeltes, Villares de Yeltes, Retortillo y otras.
También la Guerra de Sucesión contribuyó a despoblar amplias zonas en el oeste de la provincia de Salamanca.
Los diversos planes de colonización, contemplaban repoblar extensas comarcas, escasamente habitadas, que ofrecían refugio, muchas de ellas, a partidas de bandoleros. En distintos puntos de la provincia de Salamanca, actuaban grupos de facinerosos, sobre todo, en las áreas despobladas de los obispados de Salamanca y Ciudad Rodrigo, en una época en la que el fenómeno del bandidaje era común en la mayor parte de España. Precisamente, algunas de las grandes roturaciones efectuadas en los montes, tenían como fin el de eliminar la vegetación, o, cuando menos, aclarar las espesuras que servían de amparo y refugio a los delincuentes en el medio rural.
Las malas cosechas, con sus secuelas de hambres y penuria generalizadas, y la disgragación social producida por la Guerra de la Independencia, unidas, ambas cosas, a la existencia de desarraigos, que, por decirlo así, mantenían una tradición de bandolerismo en casi todas las regiones de España, se encuentran entre los factores que potenciaron dicha lacra social, en los años inmediatamente posteriores de la guerra. La provincia de Salamanca tampoco se vería libre de ello.

### SigloXIX
Con la división territorial de España de 1833 en la que se crean las actuales provincias, Villares queda encuadrado dentro de la Región Leonesa, formada por las provincias de León, Zamora y Salamanca, de carácter meramente clasificatorio, sin operatividad administrativa, que a grandes rasgos vendría a recoger la antigua demarcación del Reino de León (sin Galicia ni Asturias).

## Demografía
Villares de Yeltes cuenta con una población de 96 habitantes (INE 2024).
| Gráfica de evolución demográfica de Villares de Yeltes entre 1842 y 2021 |
| |
| Población de derecho según los censos de población del INE Población de hecho según los censos de población del INEEntre el censo de 1857 y el anterior, crece el término del municipio porque incorpora a 375032 (Pedro Álvaro) |

Según el Instituto Nacional de Estadística, Villares de Yeltes tenía, a 31 de diciembre de 2018, una población total de 123 habitantes, de los cuales 59 eran hombres y 64 mujeres. Respecto al año 2000, el censo refleja 170 habitantes, de los cuales 80 eran hombres y 90 mujeres. Por lo tanto, la pérdida de población en el municipio para el periodo 2000-2018 ha sido de 31 habitantes, un 45 % de descenso.
El municipio se divide en dos núcleos de población. De los 123 habitantes que poseía el municipio en 2018, Villares de Yeltes contaba 115, de los cuales 55 eran hombres y 60 mujeres, y Pedro Álvaro con 8, de los cuales 4 eran hombres y 4 mujeres.
A finales de siglo XVI, la población de Villares de Yeltes era de 58 vecinos, de los cuales, 54 eran plebeyos; había, además, un hidalgo y un clérigo. A comienzos del siglo XVII, el número de vecinos se había reducido a 30.
La recuperación demográfica no se producirá hasta mediados del siglo siguiente: una población de 55 vecinos, con un total de 230 habitantes, en el año 1747, que llegaría a ser de 270 habitantes hacia el año 1830.
El mayor incremento demográfico se producirá en las décadas siguientes, pasando de los 176 habitantes, en que se quedó reducido el censo de población en torno al año 1850, a los 494 que alcanzó en el año 1885.
En el año 1950, la población era de 507 habitantes, más otros 83 que vivían en Pedro Álvaro; en cambio, en el año 1960, la población que había en todo el término municipal, era de 580 habitantes, de los cuales, en Pedro Álvaro vivían 71, en 29 viviendas; otros 12 vivían en La Estación, en una sola vivienda. El resto de los habitantes, esto es, 477, correspondían a Villares de Yeltes, como cabeza de municipio.
En el año 1970, la población de Villares de Yeltes era de 273 habitantes, y en 1981, se había reducido a 206, habiendo llegado al año 2000, con tan sólo 173.
En el año 1960, Villares de Yeltes cultivaba 680 hectáreas de cereales. La cabaña ganadera constaba de 10 de mular, 15 de caballar, 500 de vacuno, 115 de asnal, 700 de porcino, 3500 de ovino y 1200 de aviar (gallinas).
Por aquellos años, se explotaba una mina de uranio en el término de dicha localidad. Había, además, 2 talleres de fabricación de carros, un molino de piensos, 2 sastrerías, una tahona, una tienda de comestibles, un bar, 2 tabernas y un mesón.
La instrucción escolar se impartía en 2 escuelas, una de niños y otra de niñas.
El parque automovilístico se reducía a 4 vehículos. Los vecinos del pueblo disponían de 70 bicicletas y 90 carros.

### Pedro Álvaro
- Año 1591: 8 vecinos.
- Año 1747: 21 vecinos, que sumaban 102 habitantes.
- Año 1828: 12 vecinos, con un total de 58 habitantes.
- Año 1850: 36 vecinos (un número superior, incluso, al que tenía Villares de Yeltes a comienzos del siglo XVII), con un total de 122 habitantes.
- Año 1885: 60 habitantes.
- Año 1960: 71 habitantes, como ya anteriormente he anotado.

## Administración y política
| Partido político                         | 2019  | 2019  | 2019       | 2015  | 2015  | 2015       | 2011  | 2011  | 2011       | 2007  | 2007  | 2007       | 2003  | 2003  | 2003       |
| Partido político                         | %     | Votos | Concejales | %     | Votos | Concejales | %     | Votos | Concejales | %     | Votos | Concejales | %     | Votos | Concejales |
| Partido Popular (PP)                     | 61,25 | 49    | 4          | 52,13 | 49    | 3          | 58,33 | 56    | 3          | 53,04 | 61    | 4          | 35,83 | 43    | 1          |
| Partido Socialista Obrero Español (PSOE) | 45,00 | 36    | 1          | 46,81 | 44    | 1          | 42,71 | 41    | 2          | 45,22 | 52    | 1          | 57,50 | 69    | 4          |
| Equo                                     | —     | —     | —          | 37,23 | 35    | 1          | —     | —     | —          | —     | —     | —          | —     | —     | —          |
| Unión del Pueblo Salmantino (UPSa)       | —     | —     | —          | —     | —     | —          | —     | —     | —          | 2,61  | 3     | 0          | —     | —     | —          |

## Pizarreños ilustres
- Joaquín Mayordomo Sánchez, periodista y escritor.[7]